# Craig-y-penrhyn
Craig-y-penrhyn é um  hamlet na comunidade de Llangynfelyn, Cardiganshire, Gales. Está a 127,7 km de Cardife e a 286,6 km de Londres. Craig-y-penrhyn é representada na Assembleia Nacional de Gales por Elin Jones (Plaid Cymru) e o membro do Parlamento é Mark Williams (Liberal Democrats).